# 1370-е годы до н. э.
1370-е (ты́сяча три́ста семидеся́тые) го́ды до на́шей э́ры по пролептическому юлианскому календарю — промежуток времени с 1 января 1379 года до н. э. по 31 декабря 1370 года до н. э., включающий с 1379 по 1371 годы 3-го десятилетия  и 1370 год 4-го десятилетия XIV века 2-го тысячелетия до н. э. Им предшествовали 1380-е годы до н. э., за ними следовали 1360-е годы до н. э. Они закончились 3395 лет назад.

## События

### Египет
- Родилась Сатамон или Ситамон (1370 год до н. э. — неизвестно) — принцесса из XVIII династии Древнего Египта, старшая из дочерей Аменхотепа III.

### Греция
- 1376 до н. э. — верховный король Персей (1376—1348 до н. э.) доминировал над городом Микены.
- 1370 до н. э. — Микены, главная база политической власти на материковой Греции.

### Месопотамия
- 1375 до н. э. — Бурна-Буриаш II (1375—1333 до н. э.) наследовал Куригалзу I как царю Вавилонии.
- 1371 до н. э. — Бурна-Буриаш II женился на своей сестре и дочери Аменхотепа III.

### Скончались
- Каранни